# Pulosari (Ngunut)
Pulosari is een bestuurslaag in het regentschap Tulungagung van de provincie Oost-Java, Indonesië. Pulosari telt 7686 inwoners (volkstelling 2010).